# Федеральная партия Филиппин
Partido Federal ng Pilipinas (рус. Федеральная партия Филиппин; аббр. PFP) — национальная политическая партия на Филиппинах. Ее председателем является Бонгбонг Маркос, президент Филиппин, одержавший убедительную победу на выборах 2022 года. Во время подготовки к всеобщим выборам 2022 года был сформирован альянс UniTeam, в который вошли НФП, Лакас-КМД, ХНП и ПМП, а также приглашенные кандидаты от других партий.
PFP была сформирована в 2018 году сторонниками президента Родриго Дутерте и призывает к федерализму на Филиппинах.

## Идеология
PFP стремится заменить унитарное государственное устройство Филиппин федеральным. Главный юрисконсульт партии Джордж Брионес описывает PFP как «партию простого человека... бедных... инициативы снизу» а мечту партии — «общество, свободное от незаконных наркотиков, свободное от коррупции, свободное от преступности, свободное от мятежей и свободной от нищеты». Президент партии Рейнальдо Тамайо — младший говорит, что принципами партии являются гуманизм, патриотический федерализм, просвещённый социализм и прямая демократия. Он также заявил, что PFP «ценит человеческое достоинство и будет стремиться к равенству среди всех филиппинцев». Лозунг партии — «жизнь, достойная человеческого достоинства, для каждого филиппинца». Партия утверждает, что по состоянию на сентябрь 2021 года в ней насчитывалось в общей сложности 1,5 миллиона членов по всей стране.

## Результаты выборов

### Президентские выборы
| Выборы | Кандидат                                                                                                 | Количество голосов | Доля голосов | Итоги выборов |
| ------ | --- | ------------------ | ------------ | ------------- |
| 2022   | Бонгбонг Маркос                                                                                          | 31 629 783         | 58,77 %      | Победа        |
| 2022   | Крыло Мангелена поддерживало Иско Морено, а позже изменило свое одобрение на Лени Робредо; оба проиграли |                    |              |               |

### Вице-президентские выборы
| Выборы | Кандидат                                                                                     | Количество голосов                                                                           | Доля голосов                                                                                 | Итоги выборов                                                                                |
| ------ | -------------------------------------------------------------------------------------------- | -------------------------------------------------------------------------------------------- | -------------------------------------------------------------------------------------------- | -------------------------------------------------------------------------------------------- |
| 2022   | Одобрили кандидата в президенты Бонгбонга Маркоса Сару Дутерте (Лакас-КМД), которая выиграла | Одобрили кандидата в президенты Бонгбонга Маркоса Сару Дутерте (Лакас-КМД), которая выиграла | Одобрили кандидата в президенты Бонгбонга Маркоса Сару Дутерте (Лакас-КМД), которая выиграла | Одобрили кандидата в президенты Бонгбонга Маркоса Сару Дутерте (Лакас-КМД), которая выиграла |

### Выборы в Сенат
| Выборы | Количество голосов | Доля голосов   | Выигранные места | Мест после     | Итоги выборов  |
| ------ | ------------------ | -------------- | ---------------- | -------------- | -------------- |
| 2019   | 1 490 764          | 0,41 %         | 0 из 12          | 0 из 24        | Lost           |
| 2022   | Не участвовали     | Не участвовали | Не участвовали   | Не участвовали | Не участвовали |

### Выборы в Палату представителей
| Выборы | Количество голосов | Доля голосов | Места    | Итоги выборов                      |
| ------ | ------------------ | ------------ | -------- | ---------------------------------- |
| 2019   | 965 048            | 2,38 %       | 5 из 304 | Присоединились к блоку большинства |
| 2022   | 458 038            | 0,95 %       | 2 из 316 | Присоединились к блоку большинства |